# Hines Ward
Hines E. Ward Jr. (Seul, 8 marzo 1976) è un ex giocatore di football americano sudcoreano che ha trascorso tutte le 14 stagioni della propria carriera nel ruolo di wide receiver per i Pittsburgh Steelers vincendo 2 Super Bowl e venendo nominato MVP del Super Bowl XL. Il 20 marzo 2012, Ward annunciò il suo ritiro.

## Carriera universitaria
Ward al college giocò con i Georgia Bulldogs, squadra rappresentativa dell'università della Georgia.

## Carriera professionistica

### Pittsburgh Steelers
Al Draft NFL 1998 fu selezionato come 93a scelta dai Pittsburgh Steelers. Debuttò nella NFL il 6 settembre 1998 contro i Baltimore Ravens indossando la maglia numero 86. Fin dall'inizio divenne un punto di riferimento dell'attacco, grazie alle sue ottime prese precise e alla sua grande mobilità.
Il 5 settembre 2005 firmò un contratto di 4 anni del valore di 25,83 milioni di dollari. Con gli Steelers riuscì a vincere due Super Bowl, nel primo dei quali fu anche votato come miglior giocatore della partita.
Il 25 aprile 2009 rifirmò un'estensione contrattuale di 4 anni per 22 milioni di dollari.
Il 1º gennaio 2012 contro i Cleveland Browns, Ward ottenne la sua 1.000a ricezione in carriera. Il 29 febbraio, Ward viene svincolato dagli Steelers. Ward chiuse i suoi 14 anni di carriera negli Steelers come leader di tutti i tempi in ricezioni (1.000), yard ricevute (12.083), touchdown ricevuti (85) e gare con almeno 100 yard ricevute (29). Ward è stato l'ottavo giocatore nella storia della NFL a raggiungere le 1.000 ricezioni in carriera, raggiungendo l'Hall of Famer Jerry Rice come uno degli unici due giocatori della storia della lega ad aver ricevuto 1.000 passaggi ed aver vinto più di un Super Bowl.
Il 20 marzo 2012, Ward annunciò il proprio ritiro dal football professionistico.

## Vittorie e premi
- Super Bowl : 2 Super Bowl XL e Super Bowl XLIII con i Pittsburgh Steelers.
- (1) Super Bowl MVP(Super Bowl XL)
- (4) Pro Bowl (2001, 2002, 2003 e 2004)
- (3) Second-team All-Pro (2002, 2003 e 2004)
- Club delle 10.000 yard ricevute in carriera

## Statistiche
| Partite totali             | 217    |
| Partite totali da titolare | 190    |
| Yard su ricezione          | 12.083 |
| Touchdown su ricezione     | 85     |